# Эрет, Арнольд
Арно́льд Э́рет (нем. Arnold Ehret, 25 июля 1866, Фрайбург, Германский союз — 9 октября 1922, Лос-Анджелес, США) — немецкий деятель альтернативной медицины, автор нескольких книг по диетологии. Продвигал лечебное голодание, обвинял лейкоциты во вреде организму. Его идеи о диете и болезнях не имеют научной основы и были раскритикованы медицинскими экспертами как опасные.

## Биография

### Ранние годы
Эрет родился в 1866 году в Санкт-Георгене (Шварцвальд), Баден, вблизи Фрайбурга, на юге Германии. Его родители были ветеринарами, а бабушка с дедушкой — врачами. Отец был фермером, мастерившим собственное сельскохозяйственное оборудование. Отец и брат умерли от туберкулёза, а мать страдала от нефрита. Увлечениями Эрета были физика, химия, рисование и живопись. Также ему была близка лингвистика, и, помимо немецкого, он мог говорить на французском, итальянском и английском языках.
В 1887 году, в возрасте 21 года, он выпустился из колледжа в Бадене как профессор рисования, и был призван на военную службу, однако уволился через 9 месяцев из-за болезни сердца. После обучения во Франкфурте, он затем преподавал там в техникуме в течение 15 лет. В 31 год Эрету диагностировали заболевание почек. Он посетил несколько европейских санаториев для изучения лечебных методик и философии, включая санаторий Себастьяна Кнайпа.

### Дальнейшая жизнь
В 1899 году Эрет отправился в Берлин для изучения вегетарианства, где посетил 20 вегетарианских ресторанов, а также кооператив Лебенсреформ в «Эдеме», — вегетарианской фруктовой колонии в Ораниенбурге. Он прошёл в университете курсы медицины, физиологии и химии, исследовал природные способы исцеления, а затем прошёл курсы по натуропатии, физической культуре, антимедицине, магнитному и психическому исцелению, Христианской науке и реформистским движениям. Тем не менее, оставаясь с недугом, он отправился в Ниццу, во Францию, где сидел на фруктово-молочной диете.
По возвращении в Германию он вернулся к «нормальной еде». Следующей зимой Эрет, вместе с французским велосипедистом Питером, совершил поездку в Алжир, где экспериментировал с голоданием и фруктовой диетой. По собственным утверждениям, Эрет решает полностью прекратить приём пищи и якобы вместо истощения начинает чувствовать небывалый прилив сил и жизненной энергии. Вернувшись в Германию, Эрет начал продвигать лечебное голодание. В 1909 году Эрет написал статью, осуждающую «теорию метаболизма».

### Прибытие в Америку
27 июня 1914 года, незадолго до начала Первой мировой войны, Эрет отбыл из Бремена в Соединённые Штаты, чтобы посетить панамско-калифорнийскую выставку и попробовать местные фрукты. 6 июля 1914 года он прибыл на Остров Эллис на борту трансатлантического лайнера George Washington. Затем он отправился в Калифорнию, которая была ему особо интересна из-за садоводческого возрождения благодаря таким ботаникам, как Лютер Бербанк, который позже отдал дань Эрету. В то время Калифорнийский университет владел крупнейшим в мире собранием редких фруктов. Война помешала возвращению в Германию, и Эрет поселился в городе Маунт-Вашингтон, где он готовил рукописи и дипломы в своих садах. Бенедикт Ласт распространял книги Эрета, Кнайпа, Кюна, Джаста и Энгельхардта в США, включая Kranke Menschen (рус. «Больные люди»). Эрет работал в ластовском Санатории Янгборн в течение 5 лет. Доктор Карл Шульц, основоположник натуропатии в Калифорнии, владел двумя санаториями и учебными заведениями. Эрет продолжил тенденцию, открыв санаторий в Альгамбре, Калифорния, прежде чем приступать к лекционному турне. Создал курс по «Целебной системе бесслизистой диеты» и книгу из 25 уроков на его основе. Эрет также разработал и выпустил на рынок слабительное внутреочистительное средство на травах.

### Смерть
9 октября 1922 года шёл по Нью-Йорку, упал и разбил голову.

## Изданные труды
Подлинники рукописей Эрета были переведены на английский, датский, испанский, итальянский, норвежский, польский, русский, сербский, турецкий, французский, хорватский, эстонский языки.

### На английском
«Целебная система бесслизистой диеты»
- Mucusless Diet Healing System: Scientific Method Of Eating Your Way To Health, New York: Ehret Literature Publishing Company Inc, 1953, 1981, 1983, 2008.[11], [12], [13], [14]
- Mucusless Diet Healing System, New York: ELPC Inc. Collector’s edition (large print).
- Mucusless Diet Healing System: Scientific Method Of Eating Your Way To Health'', New York: ELPC Inc, 1994. 75th Anniversary Edition, with Introduction by David Fastiggi.
- Mucusless Diet: A Series Of Articles On Superior Diet For Health & Economy, USA: ELPC Inc, 1920.
- A Scientific Method Of Eating Your Way To Health: Prof. Arnold Ehret’s Mucusless-Diet Healing System. A Complete Course, For Those Who Desire To Learn How To Control Their Health, California: ELPC Inc, 1924. First published in 1922 as: Mucusless Diet.
- Arnold Ehret’s Mucusless-Diet Healing System: A Complete Course For Those Who Desire To Learn How To Control Their Health, New York: ELPC, 1983, 1977, 1972.
- Arnold Ehret’s Mucusless-Diet Healing System: A Complete Course For Those Who Desire To Learn How To Control Their Health, Wyoming: ELPC, 1977.
- A Scientific Method Of Eating Your Way To Health: Prof. Arnold Ehret’s Mucusless-Diet Healing System, A Complete Course For Those Who Desire To Learn How To Control Their Health, Los Angeles: ELPC Inc, 1953.
- Mucusless Diet Healing System A Scientific Method Of Eating Your Way To Health, with Introduction by Benedict Lust, New York: Benedict Lust Publishers, 1970, 2002.
- Mucusless Diet Healing System: A Scientific Method Of Eating Your Way To Health, USA: Benedict Lust Publishers, 1976. Includes 'Master Key To Superior Health'.

«Разумное голодание»
- Prof. Arnold Ehret’s Rational Fasting. Los Angeles, California: ELPC Inc, 1st edition, 1926. [15]
- Rational Fasting: Regeneration Diet and Natural Cure for All Diseases. Translated from the German, translator unknown. English version originally published prior to 1922.[16]
- Rational Fasting For Physical, Mental & Spiritual Rejuvenation. New York: ELPC Inc, 1966, 1987, 1994. Includes Definite Cure of Chronic Constipation, and Your Road To Regeneration, with Introduction by Thomas F. Gaines, Foreword by Fred Hirsch, Health and Happiness Through Fasting by Fred Hirsch, Internal Cleanliness by Fred Hirsch,My Road To Health by Teresa Mitchell.
- Rational Fasting For Physical, Mental & Spiritual Rejuvenation. New York: ELPC Inc, 2005. Includes Definite Cure of Chronic Constipation, and Your Road To Regeneration, with Introduction by Robert Miller, and My Road To Health by Teresa Mitchell.[17]
- Rational Fasting For Physical, Mental & Spiritual Rejuvenation, New York: ELPC Inc, 1971. Collector’s edition (large print).
- Rational Fasting and Regeneration Diet, 1913, original edition.
- Rational Fasting For Physical, Mental & Spiritual Rejuvenation, California: ELPC Inc, 1965, 1971, 1975. Includes Health & Happiness Through Fasting by Fred Hirsch.
- Rational Fasting For Physical, Mental & Spiritual Rejuvenation, California: ELPC Inc, 1926.
- Rational Fasting: A Scientific Method Of Fasting Your Way To Health, USA: Benedict Lust Publishers, 1971. Includes 'The only complete translation of Kranke Menschen from the original German edition'.
- Rational Fasting: A Scientific Method Of Fasting Your Way To Health, USA: Benedict Lust Publishers, 2002. Includes: My Mucusless Diet & Naturopathy, The Mucusless Diet Healing System, The Truth About Human Nourishment, The Magic Mirror, Building Bodily Health etc.
- Rational Fasting, Washington: Health Research Books, 1996. ISBN 0-7873-1029-8.
- Rational Fasting, USA: Metaphysical Concepts.[18]
- Rational Fasting, Society Of Metaphysicians Limited, 1987.
- Rational Fasting, Author:Arnold Ehret

«Больные люди»
- The Cause & Cure Of Human Illness: The Common Root Cause Of All Disease, Aging & Death, New York: ELPC Inc, 2002. With photos, translated & edited by Ludwig Max Fischer from the original Kranke Menschen (English: Sick People) first published in 1910/11.
- Kranke Menschen, English edition of Kranke Menschen, USA: Benedict Lust Publishers, 1971. With Introduction by Dr. Guy Bogart, N.D., Editor: John Lust.

«Физическая приспособленность»
- Physical Fitness Through A Superior Diet, Fasting & Dietetics / A Religious Concept of Physical, Spiritual & Mental Dietetics, New York: ELPC Inc, 1990s.
- Physical Culture: Fasting & Dietetics / The Exact Diagnosis Of Your Disease / The Magic Mirror, California: ELPC Inc, 1938, 4th Edition, 15 pages.
- Physical Fitness Thru A Superior Diet, Fasting & Dietetics / A Religious Concept Of Physical, Spiritual & Mental Dietetics, California: ELPC Inc, 1966, 1975, 1977.

«Так говорит желудок»
- Thus Speaketh The Stomach/The Tragedy Of Nutrition, New York: ELPC Inc, 1923, 1990s.
- Thus Speaketh The Stomach: The Germinating Center Of All Disease, California, ELPC Inc, 1965. Includes The Tragedy Of Nutrition.
- Arnold Ehret’s The Tragedy Of Nutrition: A Prelude To The Original Mucusless Diet Healing System, Singapore: Fit For Life Centre, 2002.

«Лечение хронического запора»
- The Definite Cure Of Chronic Constipation, California: ELPC Inc, 1955. Includes Overcoming Constipation Naturally; The Internal Uncleanliness Of Man. Author:Arnold Ehret, [19]
- The Definite Cure Of Chronic Constipation, California: ELPC Inc, 4th edition, 1955. Includes: The Internal Uncleanliness Of Man; The Effect Of Laxatives; The Real Cause Of Constipation; Nourishing & Curing 'Laxatives'; Conclusion.
- The Definite Cure Of Chronic Constipation, California: ELPC Inc, 1975. Includes Overcoming Constipation Naturally by Fred Hirsch.
- The Definite Cure Of Chronic Constipation, Benedict Lust Publishers, 1922. The original short essay by Arnold Ehret.[20]
- The Definitive Cure Of Chronic Constipation, Connecticut, Benedict Lust Publishers, 1922. Includes Overcoming Constipation Naturally.
- The Internal Uncleanliness Of Man, California & New Jersey: Benedict Lust Publishers, 1922.
- The Internal Uncleanliness Of Man, California: Benedict Lust Publishers, 1969, 28 pages.
- The Definite Cure Of Chronic Constipation, New York: Beneficial Books, 1922. Includes Overcoming Constipation Naturally.
- The Definite Cure Of Chronic Constipation, USA: Benedict Lust Publishers, 1982.

Вступления других авторов
- Bogart, Guy. «Introduction» in Kranke Menschen, USA: Benedict Lust Publishers, 1971.
- Child, B. W. «Biographical Sketch of Prof. Arnold Ehret» in Mucusless Diet Healing System, New York: ELPC Inc, 1994.
- Fastiggi, David. «Introduction» in Mucusless Diet Healing System, New York: ELPC Inc.
- Hirsch, Fred. «Introduction» in Mucusless Diet Healing System, New York: ELPC Inc, 1994.
- Lust, Benedict. «Biographical Sketch of Arnold Ehret» in Mucusless Diet Healing System. New York: Benedict Lust Publishers, 2002.
- Miller, Robert. «Introduction» in Rational Fasting, New York: ELPC Inc.
- Gaines, Thomas F. «Introduction» in Rational Fasting, USA: Benedict Lust Publishers.

### На немецком
- Allgemeiner Lehrbrief für Faster und Gesundesser mit Anweisungen über schleimlose Diät, Germany: Kunstdruckerei, Bellinzona A.G., 1915. (General Instructions For Fasting).
- Die Schleimfreie Heilkost, Bremen: Waldthousen Verlag. OCLC 84543558 Архивная копия от 5 июня 2013 на Wayback Machine. http://www.scribd.com/doc/10036638/Ehret-Arnold-Die-Schleimfreie-Heilkost Архивная копия от 5 марта 2016 на Wayback Machine